# Амалия Августа Баварская
Амалия Августа Баварская (нем. Amalie Auguste von Bayern; 13 ноября 1801, Мюнхен — 8 ноября 1877, Дрезден) — принцесса Баварская, в замужестве королева-консорт Саксонии.

## Биография
Дочь короля Баварии Максимилиана I и его второй жены Каролины Баденской. У Амалии Августы была сестра-близнец Елизавета Людовика, впоследствии королева Пруссии. Другими её родными сестрами были Людовика и близняшки София и Мария Анна.
21 ноября 1822 года в Дрездене Амалия Августа вышла замуж за принца Саксонии Иоганна. Через десять лет её младшая сестра Мария Анна стала ей невесткой, выйдя замуж за брата Иоганна, короля Фридриха Августа II. Иоганн стал королём в 1854 году, и Амалия Августа получила титул королевы.

## Дети
У супругов было девять детей:
- Мария Августа (1827—1857)
- Альберт (1828—1902), король Саксонии в 1873—1902 годах
- Елизавета (1830—1912), супруга Фердинанда Савойского, герцога Генуи, во втором браке с Николо, маркизом Рапалло
- Эрнст (1831—1847)
- Георг (1832—1904), король Саксонии в 1902—1904 годах
- Сидония (1834—1862)
- Анна (1836—1859), супруга Фердинанда IV Тосканского
- Маргарита (1840—1858), супруга Карла Людвига, эрцгерцога Австрийского
- София (1845—1867), супруга Карла Теодора Баварского